# Burchard III. (Schwaben)

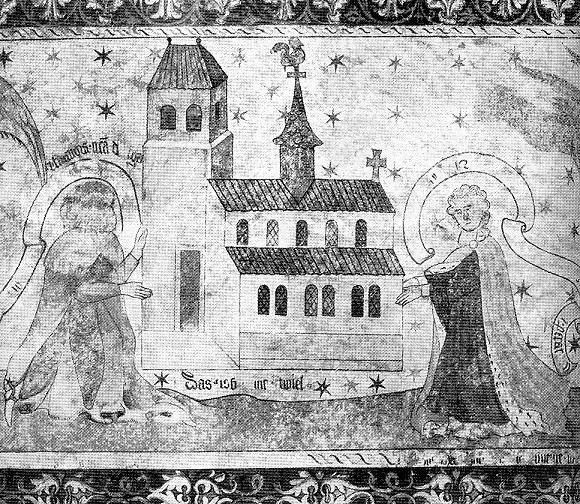
Hadwig und Burchard III. von Schwaben als Gründer des Klosters St. Georgen auf dem Hohentwiel im Jahre 970, Fresko um 1437

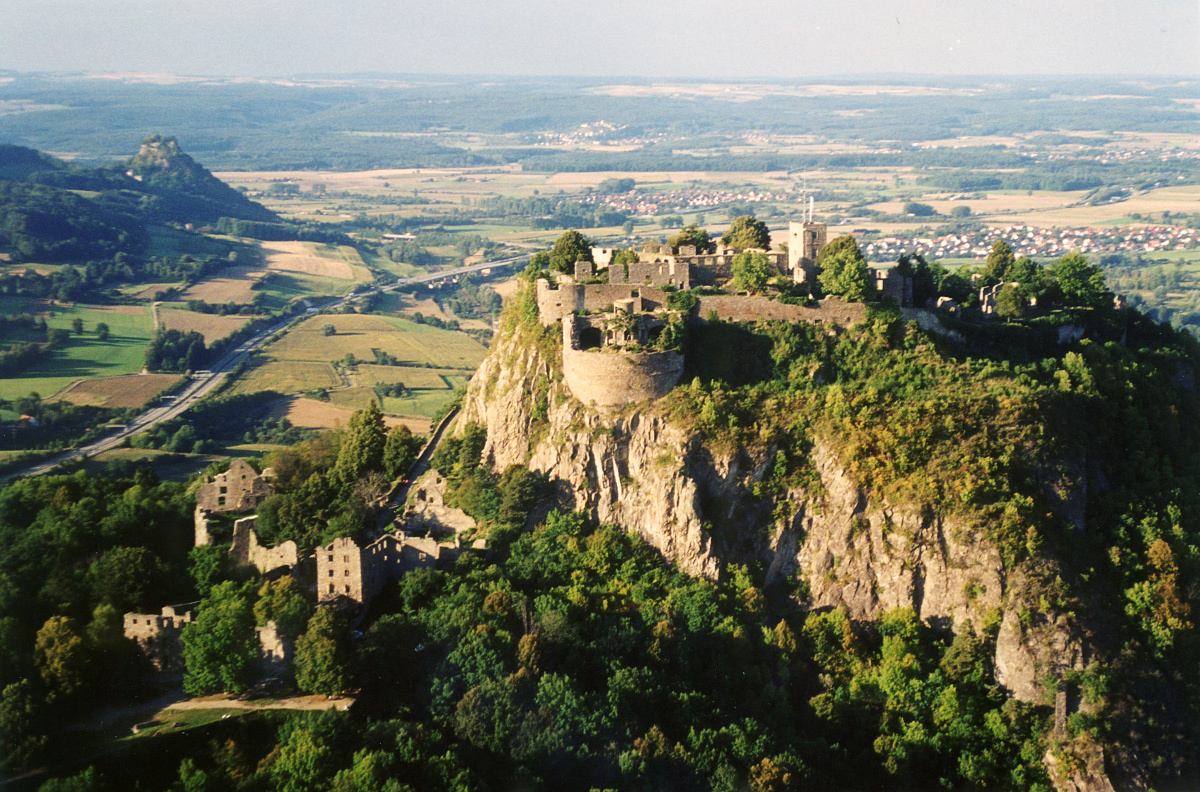
Hohentwiel

Burchard III., lateinisch Burchardus, Burgardus, (* 906 oder 915; † 11. oder 12. November 973) aus dem Adelsgeschlecht der Burchardinger war Markgraf von (Chur-)Rätien, Graf im Thurgau und im Zürichgau und von 954 bis 973 Herzog von Schwaben.

## Leben
Burchard war ein Sohn Herzogs Burchard II. von Schwaben und dessen Ehefrau Regelinda.
Für seine frühen Jahre wird vermutet, dass Burchard nach dem Tode seines Vaters (926) nach Sachsen gebracht und dort mutmaßlich mit Wieltrud aus der Familie der Immedinger vermählt wurde, um die Kreise des neuen schwäbischen Herzogs Hermann I. nicht zu stören.
Von 950 bis 954 war Liudolf, Sohn des ostfränkischen Königs Ottos I. und Schwiegersohn Hermanns I., Herzog von Schwaben. Nach erfolglosem Aufstand gegen seinen Vater verlor Liudolf sein Herzogtum, mit dem 954 in der Reichsversammlung von Arnstadt Burchard belehnt wurde. Seine Verwandtschaft mit Königin Adelheid von Burgund mag bei dieser Belehnung eine positive Rolle gespielt haben.
Burchard gehörte zum Kreis der Vertrauten und Weggefährten von Otto I., mit dem er am 10. August 955 in der Schlacht auf dem Lechfeld kämpfte und den er auch auf bei seinen Italienzügen begleitete. 965 erhielt er den Auftrag, Ottos dritten Italienzug gegen König Berengar II. von Italien zu führen. Burchards Sieg in der Schlacht am Po am 25. Juni 965 sicherte Otto die langobardischen Herzogtümer in Süditalien und 972 deren Eingliederung in das Heilige Römische Reich.
954 heiratete Burchard Hadwig, eine Tochter des bayerischen Herzogs Heinrich I. und Schwester des späteren bayerischen Herzog Heinrich II.; gemeinsam stifteten sie 970 auf dem Hohentwiel das dem hl. Georg geweihte Benediktinerkloster.
Burchard starb im November 973 und wurde in der – heute nicht mehr existenten – Erasmus-Kapelle der Kirche des Klosters Reichenau auf der im Bodensee gelegenen Insel Reichenau beigesetzt.
Nach Burchards Tod vergab König Otto II. das Herzogtum an Otto I. von Schwaben, den Sohn seines Halbbruders Liudolf.

## Ehe(n) und Nachkommen
Burchard soll zweimal verheiratet gewesen sein: In erster (historisch nicht belegbarer) Ehe mit Wieltraut aus der Familie der Immedinger; aus dieser Ehe sollen fünf Kinder hervorgegangen sein:
- Bertha

⚭ Waldered, aus der Familie der Immedinger
- Dietrich I. († 13. Juli 982), möglicher Stammvater der Wettiner
- Burchard IV. (* vor 950; † 13. Juli 982), Graf im Liesgau und im Hassegau
- Herman
- Hamelrich

Diese Ehe und deren mögliche Kinder sind jedoch nicht mit wissenschaftlichen Quellen belegbar.
In historisch einzig belegter Ehe war Burchard seit 954 mit Hadwig (* 939/940/945; † 26. August 994), Tochter des bayerischen Herzogs Heinrich I., verheiratet; die Ehe blieb vermutlich kinderlos.